# Mbete (peuple)
Pour les articles homonymes, voir Mbete.
Le peuple Mbete (ou Mbede) est un peuple d'Afrique centrale établi au sud-ouest de la république du Congo, Au Sud-ouest de la république démocratique du Congo et au sud-est du Gabon. Les Mbede-Obamba constituent un groupe distinct des Kota.
font partie du groupe des Kota qui a migré depuis le Cameroun, au cours des trois derniers siècles, d'une part jusqu'au sud de la rivière Likouala, dans la région d'Owando, et d'autre part, jusqu'au sud de Franceville, sur le fleuve Ogooué. Ils continuent à se déplacer.

## Ethnonymie
Selon les sources, on observe plusieurs variantes : Ambete, Bamba, Bambete, Mbede, Obamba, Umbete.
« Obamba » est tantôt considéré comme une autre désignation de la même population, tantôt comme un sous-groupe.
Marie-Claude Dupré s'est, dès 1980, opposé à l'assimilation des Obamba et Mbete par Louis Perrois au groupe des Kota. Tous les Obamba rencontrés par cette ethnologue ont « refusé avec véhémence d'être confondus avec des Kota » argumente ses critiques de Louis Perrois, reprenant quatre autres études scientifiques avec la sienne, sur le terrain, qui écartent les Obamba du groupe Kota, mais aussi les Mbete. Pour ces auteurs les Obamba seraient, en réalité, des Mbete et les Mbete ne seraient pas des Kota. Récemment, dans l'ouvrage de 2017, Les forêts natales : Arts d'Afrique équatoriale atlantique, après les articles de L. Perrois, l'historien gabonais, Guy Claver Loubamono-Bessacque, reprend cette critique concernant l'assimilation des Obamba aux Kota, en situant l'origine de la confusion chez le missionnaire suédois Efraim Andersson où « ils ont été perçu par erreur comme des Bakota ». Les Obamba devraient donc être définitivement distingués du groupe Kota ; ils parlent mbede (en) et non kota. Leurs déplacements du XVIIIe au XIXe siècle trouvent leur origine à l'Est, sur la moyenne Sangha, alors que le groupe Kota vient du Nord, toujours selon Guy Claver Loubamono-Bessacque.

## Langue

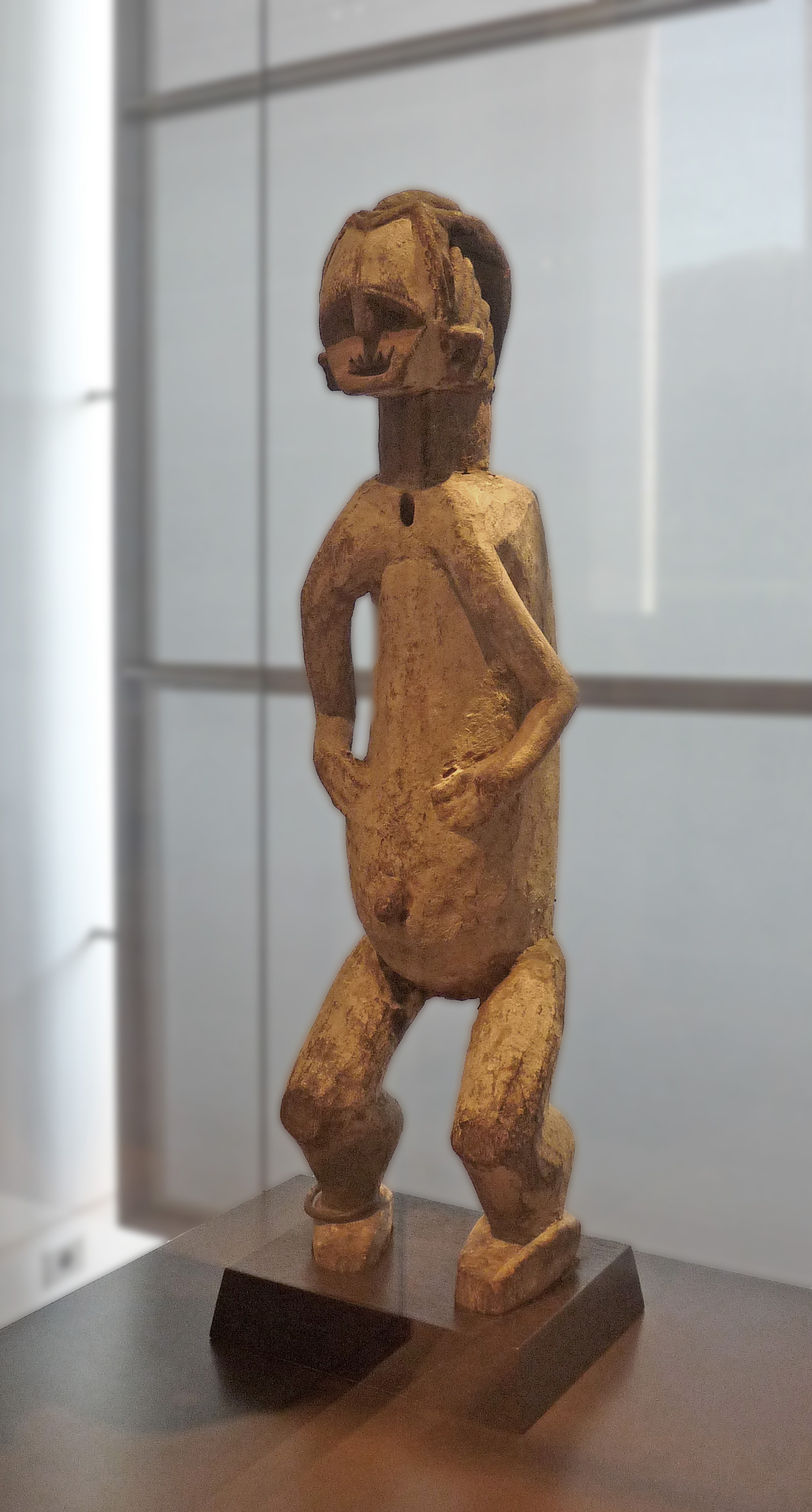
Statue reliquaire

Sa langue est le mbete (ou mbere, mbede), une langue bantoue. Le nombre total de locuteurs était estimé à 105 900 en 2000, dont 60 400 en République du Congo et 45 500 au Gabon.